# Трошково (Московская область)
Трошково — деревня в Раменском муниципальном районе Московской области. Входит в состав сельского поселения Гжельское. Население — 731 чел. (2010).

## География
Деревня Трошково расположена в северо-восточной части Раменского района, примерно в 10 км к северо-востоку от города Раменское. Высота над уровнем моря 130 м. Рядом с деревней протекает река Гжелка. В деревне 11 улиц. Ближайший населённый пункт — село Гжель.

## История
В 1926 году деревня являлась центром Трошковского сельсовета Гжельской волости Бронницкого уезда Московской губернии.
С 1929 года — населённый пункт в составе Раменского района Московского округа Московской области.
До муниципальной реформы 2006 года деревня входила в состав Гжельского сельского округа Раменского района.

## Население
| 1926 | 2002 | 2010 |
| ---- | ---- | ---- |
| 754  | ↘610 | ↗731 |

В 1926 году в деревне проживало 754 человека (353 мужчины, 401 женщина), насчитывалось 147 хозяйств, из которых 120 было крестьянских. По переписи 2002 года — 610 человек (268 мужчин, 342 женщины).